# Sorex mirabilis
{{#ifeq:0|0|{{#if:|{{#if:Sorexmirabilis|[[]}}|}}}}
Sorex mirabilis — вид роду мідиць (Sorex) родини мідицевих.

## Поширення
Країни поширення: Китай, Північна Корея, Росія. 

## Морфологія
Голова й тіло довжиною 74—97 мм, хвіст 63—73 мм, задні ступні 16—18 мм, вага 11—14 грамів.

## Загрози та охорона
Загрози цьому виду невідомі. Цей вид зустрічається в деяких охоронних територіях.